# Ostrów (gmina Kamionka)
Ostrów – wieś w Polsce położona w województwie lubelskim, w powiecie lubartowskim, w gminie Kamionka
Miejscowość do 31 grudnia 2020 była częścią wsi Kamionka, do 31 grudnia 2021 część wsi Samoklęski.